# Fulbeck
Fulbeck är en ort och civil parish i Storbritannien.   Den ligger i grevskapet Lincolnshire och riksdelen England, i den sydöstra delen av landet, 170 km norr om huvudstaden London. Fulbeck ligger 61 meter över havet och antalet invånare är 501.
Terrängen runt Fulbeck är platt. Runt Fulbeck är det ganska tätbefolkat, med 139 invånare per kvadratkilometer. Närmaste större samhälle är Grantham, 14,9 km söder om Fulbeck. Trakten runt Fulbeck består till största delen av jordbruksmark.